# Angela Spica / L'enginyera
Angela "Angie" Spica, més coneguda com l'Enginyera, és un personatge fictici de DC Còmics, creada per Warren Ellis i Bryan Hitch. La seva primera aparició va ser en The Authority vol.1 #1 en 1999. La seva primera aparició com a part de l'univers DC va ser en #1 en 2011.
Angela Spica de nena estava obsessionada amb els superherois. Va néixer en Queens, la filla menor de set germans. Ella provenia d'una família de classe treballadora. Tenia un intel·lecte de nivell geni, capaç de construir plaques de circuits des d'una edat primerenca. Es va graduar de la universitat com la millor de la seva classe.
És la segona a portar el nom de l'Enginyera, ja que el primer va ser un científic que va experimentar amb el seu propi cos per a fer afegits tecnològics que pertanyia a The Challengers, però va acabar morint. L'Enginyer va utilitzar les seves habilitats basades en la nanotecnologia per a ajudar a terraformar el món. El pla finalment va fracassar i l'Enginyer va ser una de les primeres persones assassinades quan Henry Bendix va llançar una bomba viral en la base del grup. Durant el procés de morir, va enviar totes les seves notes de treball a la seva companya de treball, Angela Spica. En fer-ho va ser capaç de crear una gran quantitat de nanotecnologia líquida i va reemplaçar la seva sang amb ella. Poc després es va unir a The Authority i aviat es va fer amiga pròxima de Jenny Sparks i es va fer membre de Stormwatch.
Spica jugarà un paper antagònic en la pel·lícula del director James Gunn, interpretada per l'actriu María Gabriela de Faría, per a l'Univers DC (DCU) titulada Superman (2025).